# Pleurocolpus
Pleurocolpus is een geslacht van kreeftachtigen uit de klasse van de Malacostraca (hogere kreeftachtigen).

## Soort
- Pleurocolpus boileaui Crosnier, 1995